# Zug (Feuerung)

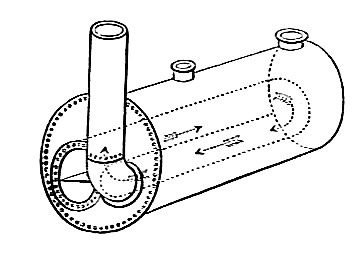
Großwasserraumkessel mit zwei horizontalen Zügen (Rauchgasweg siehe Pfeile)

Als Zug wird bei einer Feuerung (beispielsweise in einem Ofen oder einem Dampfkessel) ein Abschnitt des Rauchgas-Weges bezeichnet, den das Rauchgas ohne wesentliche Richtungsänderung durchströmt. An jeder Umlenkung (Knick) beginnt ein neuer Zug.

## Hintergründe
Der Rauchgasweg wird in Züge unterteilt und „gefaltet“, damit auch auf engem Raum ein langer Rauchgasweg untergebracht werden kann. Die Länge des Rauchgaswegs entscheidet über die Verweilzeit des Rauchgases in der heißen Zone der Feuerung. Eine bestimmte Verweilzeit ist erforderlich, damit das Rauchgas seine Wärme an die Wände des Feuerraumes und die Heizflächen abgeben kann und ein guter Ausbrand erreicht wird. Bei typischen Verweilzeiten von 5 bis 10 Sekunden und Strömungsgeschwindigkeiten von 5 bis 20 m/s ergibt sich ein Rauchgasweg, der normalerweise deutlich größer ist als der Aufstellungsraum der Feuerung (Kesselhaus o. ä.). Insbesondere für den mobilen Einsatz auf Dampflokomotiven oder Dampfschiffen ist eine kompakte Bauweise notwendig.
Richtungsänderungen sind aus verschiedenen Gründen grundsätzlich eigentlich unerwünscht: Die Fliehkraft bewirkt eine Abscheidewirkung an den Umlenkstellen. Die dort ausfallende Asche muss entfernt werden. Kachelöfen etwa werden zu diesem Zwecke mit runden Reinigungsöffnungen versehen. Noch brennende Funken prallen an die Wandung der Umlenkstelle und verlöschen, was den Ausbrand verschlechtert. Auch für die Gasphase entstehen durch Umlenkungen Schieflagen, Wirbel und erhöhter Druckverlust. Diese Nachteile werden zugunsten der kompakten Bauweise in Kauf genommen. Positiv ist, dass die Wirbel zu einer Durchmischung und Auflösung von Temperatur- und Konzentrations-Strähnen beitragen. Auch können die Umlenkungen zur Unterstützung der Entaschung genutzt werden.

## Anordnung der Züge
Ein Zug kann horizontal, vertikal steigend, vertikal fallend oder schräg angeordnet sein. Die Art der Anordnung hat wegen der Richtung der Schwerkraft entscheidenden Einfluss auf die Art der Heizflächenreinigung und der Entaschung. Bei einem horizontalen Zug besteht die Gefahr, dass sich Asche und unverbrannter Brennstoff ablagern. Ab einer gewissen Länge muss die Asche in unten angehängten Trichtern gesammelt und abgezogen werden. Ein solcher Horizontalzug mit Aschetrichtern wird wegen der entfernt an einen Dackel erinnernden Form auch Dackelzug genannt.
Bei Großwasserraumkesseln (auch Dampflokomotivkesseln) geschieht die Umlenkung oft in Wendekammern an den Enden des Kessels. Die Züge liegen horizontal, der erste Zug ist das Flammrohr, als weitere Züge folgen die Rauchrohre bis zum Austritt in den Kamin. Auf Grund ihrer hohen Effizienz sind zumeist 3-Zug-Kessel im Einsatz. Zur Nutzung von Abwärme aus Prozessen oder aus dem Abgas von Blockheizkraftwerken verfügen einige Kessel zudem über einen separaten vierten Zug. Die heißen Gase geben beim Durchqueren verfügbare Abwärme an den Wasserinhalt des Dampferzeugers ab, bevor sie über den Schornstein abgeleitet werden.
Sogenannte Turmkessel enthalten nur einen einzigen vertikal steigenden Zug, der den Feuerraum mit einschließt. Bei Groß-Turmkesseln kann dieser Zug eine Höhe von 150 m und mehr erreichen.
Der letzte Teil des Rauchgasweges, der Schornstein, wurde und wird wegen der saugenden Wirkung des Kamineffektes (Naturzug) auch Saugzug genannt. Er wird aber bei der Angabe der Zügigkeit der Feuerung, das heißt der Anzahl der Züge, nicht als Zug mitgezählt, da er nicht zur heißen Zone gehört.
Bei Öfen wird ein horizontaler Zug, der als gemauerter Kanal ausgeführt wurde, auch als Fuchs bezeichnet.